# Aarhuská radnice
Aarhuská radnice (dánsky Aarhus Rådhus) je radnice města Aarhus, které leží na východním pobřeží Jutského poloostrova v Dánsku. Rozhodnutí o stavbě nové radnice bylo přijato na zasedání zastupitelstva v roce 1937. Nová budova byla slavnostně otevřena 2. června 1941 podle návrhu dánských architektů Arne Jacobsena a Erika Møllera. První návrhy nepočítaly s věží, ale kvůli masivnímu tlaku veřejnosti byla později do výkresů doplněna spolu s nápadem obložit stavbu mramorem. Dánský designér Hans Wegner měl na starosti návrh interiérů a veškerého nábytku, který byl pro radnici připraven na míru. 
Pro své architektonické hodnoty a zachování interiéru s originálním designem téměř v původním stavu byla radnice nejprve od roku 1994 památkově chráněna a v roce 2006 vybrána mezi dvanáct nejvýznamnějších architektonických a krajinářských děl dánského kulturního dědictví a zapsána na seznam tzv. Dánského kulturního kánonu. Protože do toho exkluzivního seznamu byla zařazena i Aarhuská univerzita (vítězný návrh z roku 1931), je město Aarhus jediné místo kromě Kodaně, které v něm má více položek.

## Architektura a design
Radnice má celkovou plochu 19 380 metrů čtverečních. Věž je vysoká 60 metrů a ciferník věžních hodin má průměr 7 metrů. Budova je zhotovena z betonu obloženého 6000 čtverečními metry šedého mramoru z norského Porsgrunnu. Zvenčí je na mnoha architektonických detailech použita měď, která na těchto prvcích vytváří typickou nazelenalou patinu, tzv. měděnku. Interiér je poměrně rozmanitý, ale s jednotícími prvky. Jsou využity dubové parkety, keramické dlaždice s různými vzory, speciálně navržený dřevěný nábytek, prosklené stěny, dřevěné stěny a velké nástěnné malby a dekorace. Uvnitř je na kovové architektonické prvky použita mosaz a bronz. 
Proti stavbě nové radnice však byl poměrně dlouho značný odpor a až obsáhlý článek jiného významného architekta Povla Stegmanna (spoluautora vítězného návrhu na Aarhuskou univerzitu z roku 1931) významně přispěl k jeho překonání. Cena za stavbu činila 9,5 miliónu dánských korun, včetně veškerých nákladů na plochu pozemku a inventář, který sám o sobě stál přibližně 1,5 miliónu dánských korun. 
Radnice se také objevuje jako hlavní dějiště krátkého filmu Nada – Act II, který natočila slovinská režisérka Jasmina Cibic.

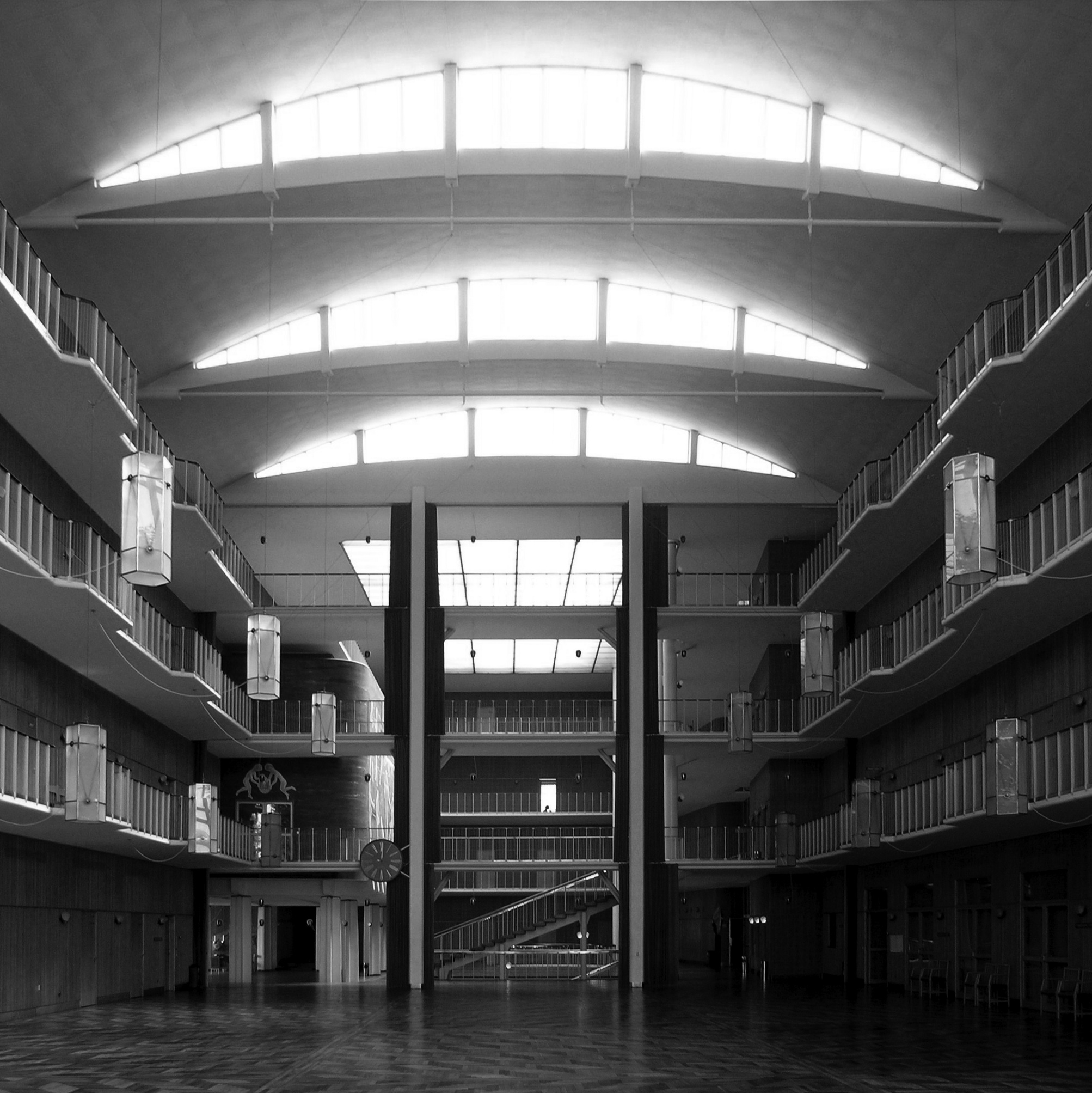
Interiér radnice
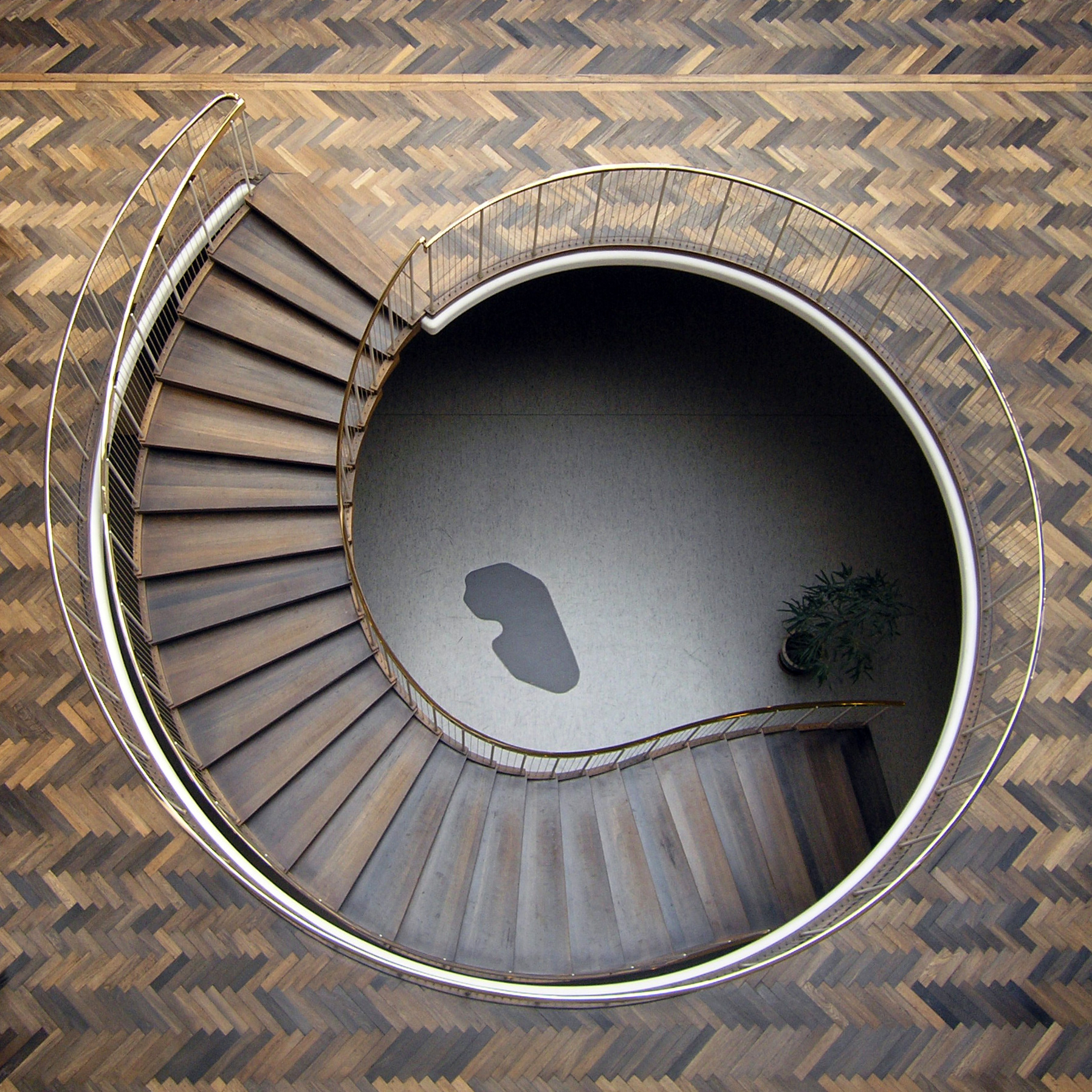
Schodiště
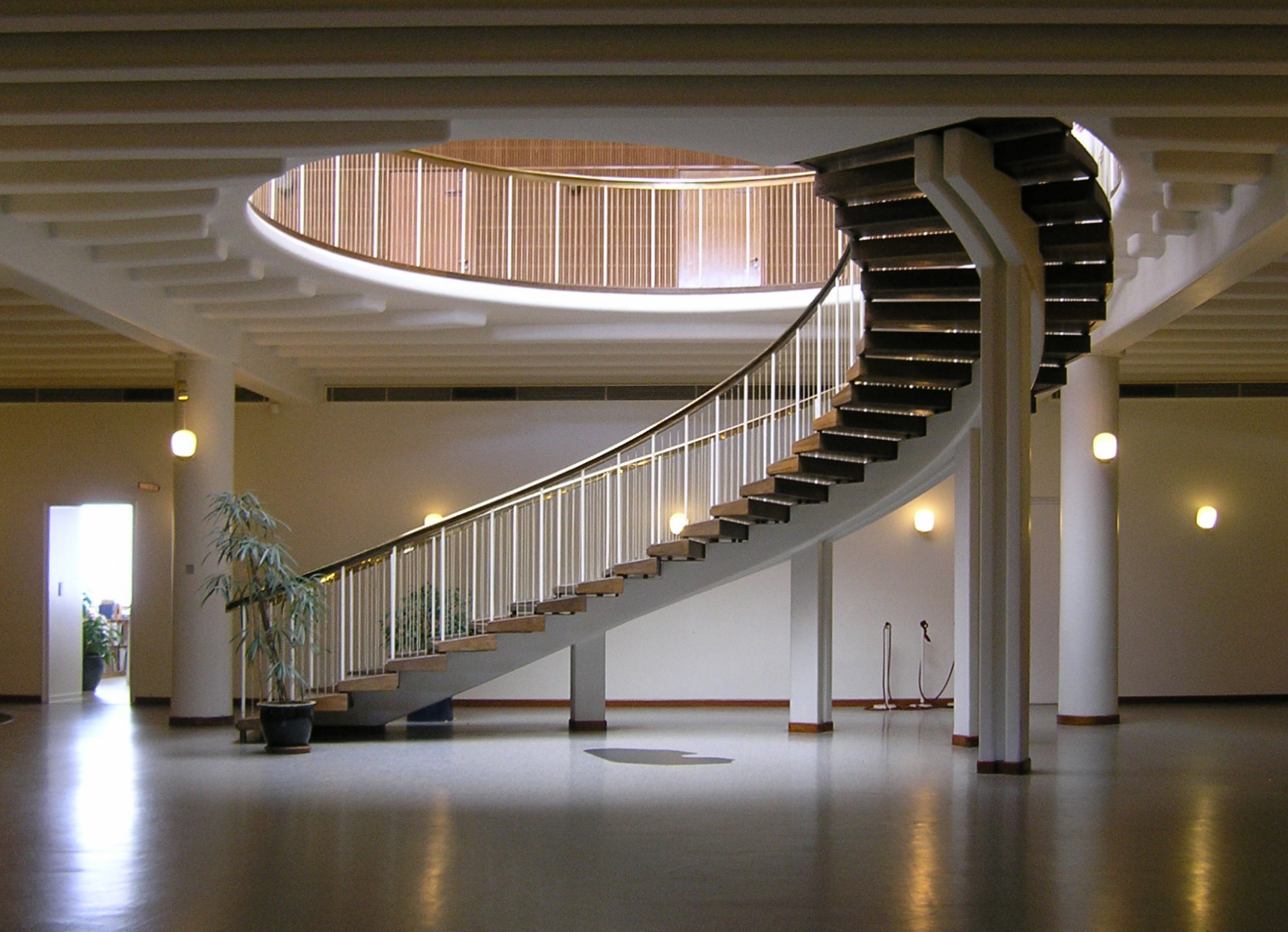
Schodiště
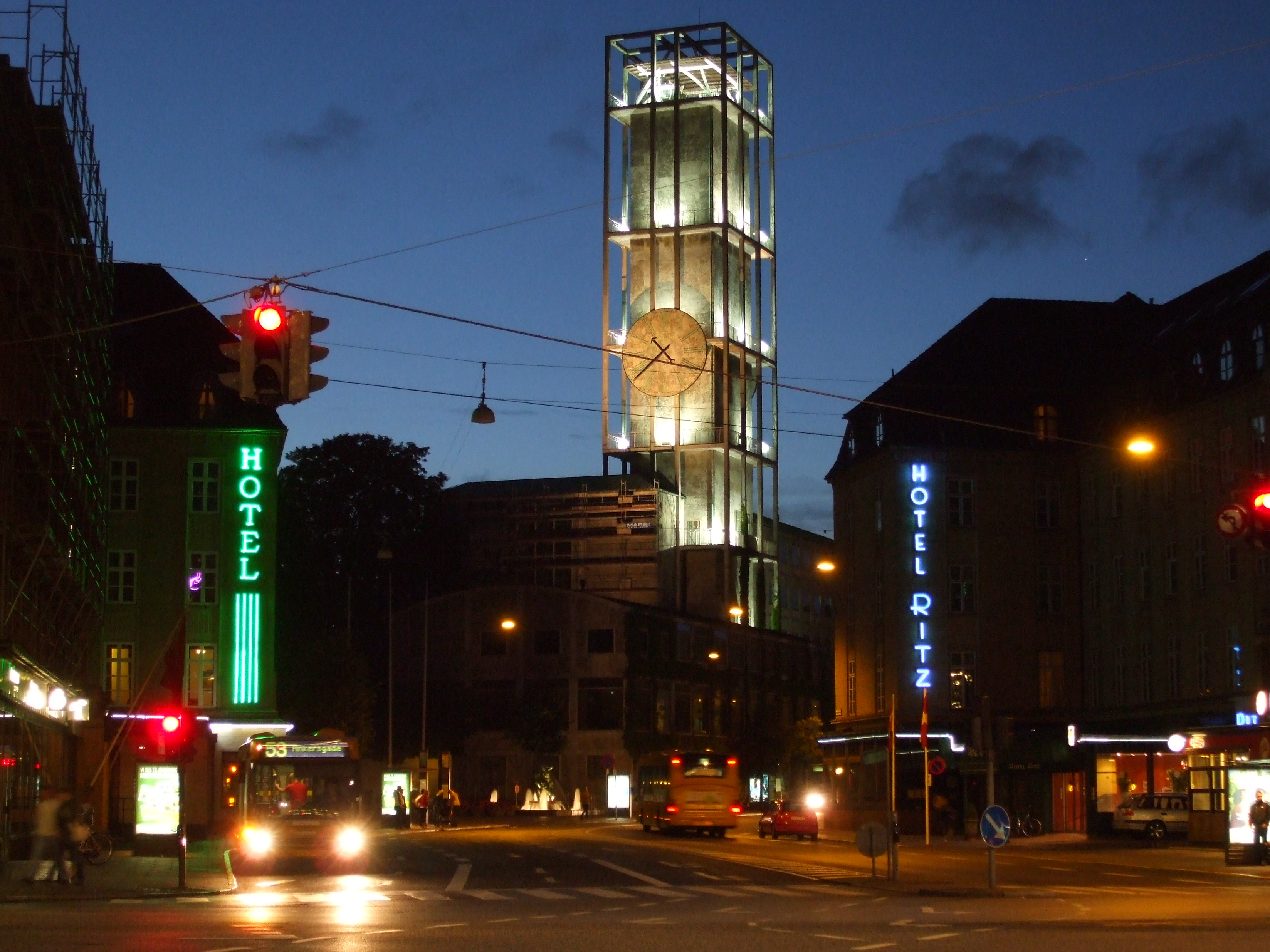
Noční pohled

## Okolí radnice
Radnice v Aarhusu se nachází v Rådhusparken (Radniční park). Park je poměrně malý, ale představuje hlavní vstup do města pro cestující, kteří přijíždějí na nedaleké hlavní nádraží, a během roku se v parku konají různé kulturní a společenské akce. Radniční park navazuje na parkovou plochu před Koncertní síní v Aarhusu (dánsky Musikhuset) a vede na centrální náměstí Rådhuspladsen (Radniční náměstí).
| Radniční park | Radniční park |
| --- | ------------- |
| - Přístupová cesta s charakteristickou aarhuskou dlažbou. - Dlážděné náměstíčko v parku. - Lipová alej vedoucí na Radniční náměstí. |               |

## Stará radnice

### Zaniklá první radnice
Před výstavbou současné radnice z let 1937–1941 existovaly ve městě Aarhus postupně dvě radnice: budova první již neexistuje, druhá se zachovala do současnosti. První radnice byla postavena v polovině 15. století a nacházela se v blízkosti aarhuské katedrály. V roce 1859 byla zbourána.

### Druhá radnice

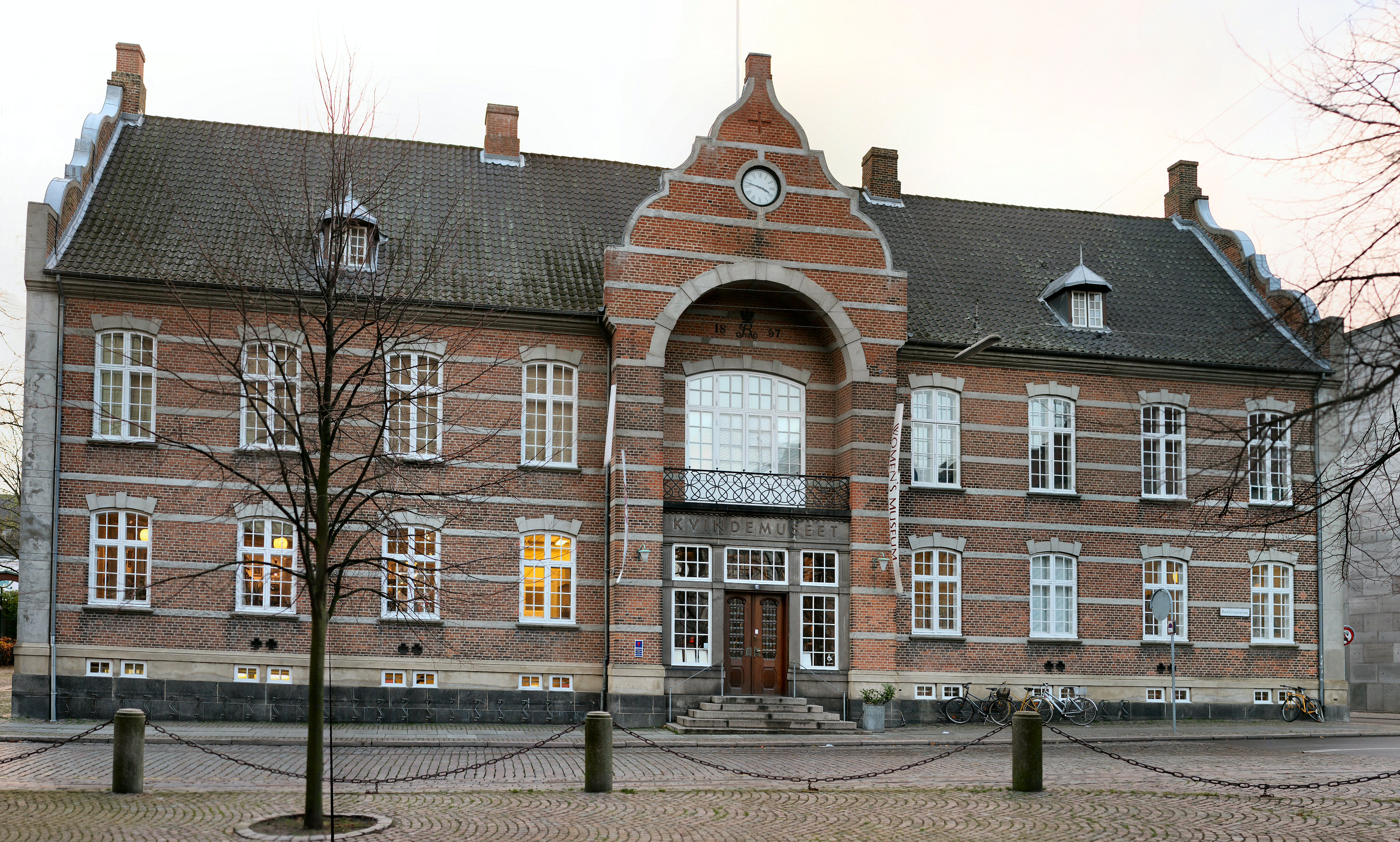
Radnice z let 1856–1857, nyní v budově sídlí dvě muzea

Druhá radnice byla postavena v letech 1856 až 1857, také v blízkosti katedrály, ale nikoli přesně na stejném místě jako první radnice. Oficiálně se jednalo o radnici, soudní budovu a věznici. Do roka 1906 se v budově konala také zasedání okresních rad a v roce 1859 začalo v podkroví sídlit Aarhuské muzeum umění. Když budova přestala být potřebná jako radnice kvůli výstavbě současné radnice, sloužila v letech 1941–1984 jako policejní stanice. V roce 1984 se policie přestěhovala do nové budovy. Dnes v budově sídlí dvě muzea: jedno muzeum se věnuje vývoji postavení žen v Dánsku a druhé historii města Aarhus během nacistické okupace.
Budova je příkladem neorenesanční architektury a navrhl ji C. G. F. Thieleman. Při jejím návrhu se inspiroval nedalekou psychiatrickou léčebnou Jydske Asyl ve čtvrti Risskov, rovněž ve městě Aarhus, kterou navrhl architekt Michael Gottlieb Bindesbøll v roce 1850, a která jako nemocnice fungovala až do roku 2018. Budova radnice je postavena z červených cihel s horizontálními pásy z cementového a žulového jaspisu v rozích. Interiér radnice byl v roce 1907 značně přepracován (S. F. Kühnel) a obsahuje výrazné národně romantické prvky ve foyer a v zasedací síni. Od roku 1996 je budova staré radnice také památkově chráněna.